# 中國比例代表區
中国比例代表区是日本众议院11个实行比例代表制的选区之一，设立于1994年。该选区囊括日本中国地方的五县鳥取縣、島根縣、岡山縣、廣島縣，以及山口縣。2022年12月28日經總務省公佈比例席位調整至10位，減少1席。

## 選出議員
| 選舉屆數 | 第41屆                      | 第42屆                  | 第43屆                  | 第44屆                  | 第45屆                  | 第46屆                  | 第47屆                  | 第48屆                    | 第49屆                    |
| 選舉年   | 1996年                      | 2000年                  | 2003年                  | 2005年                  | 2009年                  | 2012年                  | 2014年                  | 2017年                    | 2021年                    |
| -------- | --------------------------- | ----------------------- | ----------------------- | ----------------------- | ----------------------- | ----------------------- | ----------------------- | ------------------------- | ------------------------- |
| #1       | 能勢和子 （自由民主党）     | 宮澤喜一 （自由民主党） | 龜井久興 （自由民主党） | 阿部俊子 （自由民主党） | 湯原俊二 （民主党）     | 小島敏文 （自由民主党） | 阿部俊子 （自由民主党） | 小島敏文 （自由民主党）   | 石橋林太郎 （自由民主党） |
| #2       | 齊藤鐵夫 （新進党）         | 山内功 （民主党）       | 山内功 （民主党）       | 平岡秀夫 （民主党）     | 阿部俊子 （自由民主党） | 中丸啟 （日本維新会）   | 小島敏文 （自由民主党） | 杉田水脈 （自由民主党）   | 小島敏文 （自由民主党）   |
| #2       | 齊藤鐵夫 （新進党）         | 山内功 （民主党）       | 山内功 （民主党）       | 和田隆志 （民主党）     | 阿部俊子 （自由民主党） | 中丸啟 （日本維新会）   | 小島敏文 （自由民主党） | 杉田水脈 （自由民主党）   | 小島敏文 （自由民主党）   |
| #3       | 櫻内義雄 （自由民主党）     | 林義郎 （自由民主党）   | 河井克行 （自由民主党） | 加藤勝信 （自由民主党） | 高井崇志 （民主党）     | 阿部俊子 （自由民主党） | 柚木道義 （民主党）     | 龜井亞紀子 （立憲民主党） | 柚木道義 （立憲民主党）   |
| #4       | 林義郎 （自由民主党）       | 齊藤鐵夫 （公明党）     | 齊藤鐵夫 （公明党）     | 齊藤鐵夫 （公明党）     | 村田吉隆 （自由民主党） | 柚木道義 （民主党）     | 齊藤鐵夫 （公明党）     | 柚木道義 （希望之党）     | 阿部俊子 （自由民主党）   |
| #5       | 石橋大吉 （民主党）         | 平林鴻三 （自由民主党） | 津村啟介 （民主党）     | 三谷光男 （民主党）     | 菅川洋 （民主党）       | 齊藤鐵夫 （公明党）     | 新谷正義 （自由民主党） | 齊藤鐵夫 （公明党）       | 平林晃 （公明党）         |
| #6       | 桝屋敬悟 （新進党）         | 山田敏雅 （民主党）     | 加藤勝信 （自由民主党） | 增原義剛 （自由民主党） | 齊藤鐵夫 （公明党）     | 吉野正芳 （自由民主党） | 高井崇志 （維新党）     | 池田道孝 （自由民主党）   | 高階惠美子 （自由民主党） |
| #6       | 桝屋敬悟 （新進党）         | 中桐伸五 （民主党）     | 加藤勝信 （自由民主党） | 增原義剛 （自由民主党） | 齊藤鐵夫 （公明党）     | 吉野正芳 （自由民主党） | 高井崇志 （維新党）     | 池田道孝 （自由民主党）   | 高階惠美子 （自由民主党） |
| #7       | 谷川和穗 （自由民主党）     | 金子哲夫 （社会民主党） | 佐藤公治 （民主党）     | 松本大輔 （民主党）     | 河井克行 （自由民主党） | 坂元大輔 （日本維新会） | 池田道孝 （自由民主党） | 古田圭一 （自由民主党）   | 湯原俊二 （立憲民主党）   |
| #8       | 正森成二 （日本共產党）     | 中林佳子 （日本共產党） | 能勢和子 （自由民主党） | 萩原誠司 （自由民主党） | 花咲宏基 （民主党）     | 上杉光弘 （自由民主党） | 大平喜信 （日本共產党） | 高井崇志 （立憲民主党）   | 空本誠喜 （日本維新会）   |
| #8       | 中林佳子 （日本共產党）     | 中林佳子 （日本共產党） | 能勢和子 （自由民主党） | 萩原誠司 （自由民主党） | 花咲宏基 （民主党）     | 上杉光弘 （自由民主党） | 大平喜信 （日本共產党） | 高井崇志 （立憲民主党）   | 空本誠喜 （日本維新会）   |
| #9       | 平林鴻三 （自由民主党）     | 谷川和穗 （自由民主党） | 桝屋敬悟 （公明党）     | 龜井久興 （国民新党）   | 中川秀直 （自由民主党） | 津村啟介 （民主党）     | 津村啟介 （民主党）     | 津村啟介 （希望之党）     | 杉田水脈 （自由民主党）   |
| #10      | 加藤六月 （新進党）         | 佐藤公治 （自由党）     | 和田隆志 （民主党）     | 桝屋敬悟 （公明党）     | 高邑勉 （民主党）       | 桝屋敬悟 （公明党）     | 桝屋敬悟 （公明党）     | 三浦靖 （自由民主党）     | 畦元将吾 （自由民主党）   |
| #10      | 加藤六月 （新進党）         | 佐藤公治 （自由党）     | 和田隆志 （民主党）     | 桝屋敬悟 （公明党）     | 三浦昇 （民主党）       | 桝屋敬悟 （公明党）     | 桝屋敬悟 （公明党）     | 畦元将吾 （自由民主党）   | 畦元将吾 （自由民主党）   |
| #11      | 桧田仁 （自由民主党）       | 桝屋敬悟 （公明党）     | 佐藤信二 （自由民主党） | 橋本岳 （自由民主党）   | 小室寿明 （民主党）     | 池田道孝 （自由民主党） | 古田圭一 （自由民主党） | 桝屋敬悟 （公明党）       | 日下正喜 （公明党）       |
| #12      | 秋葉忠利 （社会民主党）     |                         |                         |                         |                         |                         |                         |                           |                           |
| #12      | 知久馬二三子 （社会民主党） |                         |                         |                         |                         |                         |                         |                           |                           |
| #13      | 中桐伸五 （民主党）         |                         |                         |                         |                         |                         |                         |                           |                           |